# Pyrenidiomyces
Pyrenidiomyces is een monotypisch geslacht van schimmels behorend tot de familie Dacampiaceae. Het bevat alleen Pyrenidiomyces actinelli.